# Xestia giselae
Xestia giselae là một loài bướm đêm trong họ Noctuidae.